# Steve Le Marquand
Steve Le Marquand es un actor australiano conocido por sus participaciones en teatro y televisión.

## Biografía
Su hermana menor es la columnista y narradora Sarrah Le Marquand.
En septiembre del 2000 se casó con la actriz y cantante australiana Pippa Grandison, la pareja tiene una hija Charlie Le Marquand.

## Carrera
Junto a su esposa tienen un negocio de coaching en la costa central de Nueva Gales del Sur llamada "Central Coast Performance and Audition Coaching".
En 1995 interpretó a Beggar en la exitosa serie australiana Home and Away.
En 1999 apareció en la película Two Hands donde interpretó a Wozza, un torpe ladrón de bancos.
En el 2000 se unió al elenco de la película Vertical Limit donde interpretó a Cyril Bench, un alpinista y escalador australiano que se une junto a su hermano Malcolm Bench (Ben Mendelsohn) para intentar rescatar a un grupo de alpinista que había quedado atrapado en una montaña, durante la búsqueda Cyril muere después de que una avalancha lo empujara y ocasionara que cayera de una cima.
En el 2001 interpretó al marinero Stewpot en la película South Pacific.
En el 2002 apareció como invitado en la popular serie de ciencia ficción Farscape donde interpretó a la criatura Oo-Nii.
En el 2006 apareció en la película Last Train to Freo  donde interpretó a un exconvicto que crea un caos en un tren y comienza a jugar juegos mentales con una estudiante de derecho Lisa (Gigi Edgley). Ese mismo año interpretó Sam, un ex-cavador de la Segunda Guerra Mundial en la película Kokoda.
En el 2008 interpretó al corredor de apuestas Lucas en la película Men's Group.
En el 2010 se unió al elenco de la serie Rake donde interpretó a Col, el hombre de confianza del criminal Mick Corella y su esposa Kirsty Corella (Robyn Malcolm), que al final termina en una relación con ella gracias al abogado Cleaver Greene (Richard Roxburgh) que defiende a Mick, hasta el final de la serie en el 2012. Ese mismo año apareció en la película Beneath Hill 60 donde interprtó al sargento Bill Fraser, un hombre con carácter fuerte.
En el 2011 se unió al elenco de la serie Underbelly: Razor donde interpretó al sargento del escuadrón antidrogas de la policía Tom Wickham. Ese mismo año se unió al elenco de la serie Small Time Gangster donde interpretó a Tony Piccolo, cuya familia cree que trabaja como limpiador de alfombras pero que en realidad es un criminal.
También apareció en la película A Few Best Men como el traficante de drogas Ray.
En el 2013  interpretó a Jay, un líder de una secta en la película One Eyed Girl.
En el 2014 apareció como invitado en un episodio de la segunda temporada de la serie Wentworth donde interpretó a Colin Bates.

## Filmografía

### Series de televisión
| Año         | Serie                   | Personaje         | Notas                                |
| ----------- | ----------------------- | ----------------- | ------------------------------------ |
| 2017        | Home and Away           | Boyd Easton       | 5 episodios                          |
| 2017        | Janet King              | Wes Foster        | 6 episodios                          |
| 2017        | Blue Murder: Killer Cop | Larry Churchill   | Ep. #1 - miniserie                   |
| 2016        | No Activity             | Voces Adicionales | 3 episodios                          |
| 2010 - 2014 | Rake                    | Col               | 15 episodios                         |
| 2014        | Wentworth               | Colin Bates       | 3 episodios                          |
| 2014        | Old School              | Gerard            | episodio "Yesterday's Heroes"        |
| 2014        | The Moodys              | Donny Lannagan    | episodio "Sean's Day in Court"       |
| 2011        | Underbelly: Razor       | Sgt. Tom Wickham  | 12 episodios                         |
| 2011        | Small Time Gangster     | Tony Piccolo      | 8 episodios                          |
| 2011        | Laid                    | Zalan             | episodio # 1.4                       |
| 2010        | Sea Patrol              | Karl Strauss      | episodio "Flotsam and Jetsam"        |
| 2003        | All Saints              | Boyd Matthews     | episodio "The Things We Do for Love" |
| 2002        | Young Lions             | Oficial Stevens   | episodio # 1.1                       |
| 2002        | Farscape                | Oo-Nii            | 2 episodios                          |
| 1999        | Blue Heelers            | Tyrone McKenzie   | episodio "Behind the Badge"          |
| 1999        | Murder Call             | David Hand        | episodio "Bad Business"              |
| 1997, 1999  | Wildside                | Ray Collis        | 2 episodios                          |
| 1998        | A Difficult Woman       | Snuff             | miniserie                            |
| 1997        | Big Sky                 | Bill Madigan      | episodio "The Choice"                |
| 1997        | Water Rats              | Tim Mullen        | episodio "Import/Export"             |
| 1995        | Home and Away           | Beggar            | episodio # 1.1699                    |
| 1994        | G.P.                    | Russ              | episodio "Special Places: Part 1"    |
| 1993        | Police Rescue           | Youth             | episodio "Rush Hour"                 |

### Películas
| Año  | Título                              | Personaje        | Notas                                                                                                   |
| ---- | ----------------------------------- | ---------------- | --- |
| 2014 | Terminus                            | Sheriff Williams | junto a Todd Lasance, Bren Foster, Katherine Hicks & Zoe Carides                                        |
| 2014 | Kill Me Three Times                 | Sam              | junto a Simon Pegg, Sullivan Stapleton, Callan Mulvey, Bryan Brown, Luke Hemsworth & Alice Braga        |
| 2013 | One Eyed Girl                       | Jay              | junto a Mark Leonard Winter, Sara West, Craig Behenna & Elena Carapetis                                 |
| 2011 | A Few Best Men                      | Ray              | junto a Olivia Newton-John, Xavier Samuel, Laura Brent, Tim Draxl & Jonathan Biggins                    |
| 2010 | Beneath Hill 60                     | Bill Fraser      | junto a Brendan Cowell, Anthony Hayes, Tom Green, Gyton Grantley & Harrison Gilbertson                  |
| 2009 | Into My Arms                        | Ben              | corto - junto a Kate Mulvany                                                                            |
| 2009 | Franswa Sharl                       | Mike Bishop      | corto - junto a Callan McAuliffe, John Batchelor, Diana Glenn, Pippa Grandison & Jay Ryan               |
| 2008 | Dream Life                          | Mensajero        | junto a Xavier Samuel, Linda Cropper, Andrew McFarlane, Ashleigh Cummings y Adelaide Clemens            |
| 2008 | Men's Group                         | Lucas            | junto a Paul Gleeson, Steve Rodgers, Paul Tassone & William Zappa                                       |
| 2007 | The Manual                          | Padre de Sonny   | corto - junto a Brett Stiller & Susie Porter                                                            |
| 2007 | Razzle Dazzle: A Journey into Dance | Bob              | junto a Denise Roberts, Jane Hall, Ashleigh Cummings, Damon Gameau, Roy Billing & Tara Morice           |
| 2006 | Last Train to Freo                  | Tall             | junto a Tom Budge, Gigi Edgley & Glenn Hazeldine                                                        |
| 2006 | Kokoda                              | Sam              | junto a Jack Finsterer, Travis McMahon, Luke Ford, Shane Bourne, Ewen Leslie & William McInnes          |
| 2005 | Aerosol                             | Trabajador       | corto - junto a Gil Berengut, Jon Berengut, Klara Bliss & Lukas Bliss                                   |
| 2005 | Bomb                                | Hombre           | corto - junto a Will Jardine, Neil Levin & Dominic O'Loughlin                                           |
| 2004 | Lovesong                            | Alexander        | corto - junto a Pippa Grandison                                                                         |
| 2003 | Lost Things                         | Zippo            | junto a Leon Ford, Lenka Kripac & Charlie Garber                                                        |
| 2002 | Sway                                | Jake             | junto a Susie Porter, Pippa Grandison & Kerry Walker                                                    |
| 2001 | Mullet                              | Oficial Jones    | junto a Susie Porter, Nash Edgerton, Ben Mendelsohn, Wayne Blair & Bryan Brown                          |
| 2001 | Slipper                             | Podólogo         | junto a Ineke Rapp, Tamara Cook, Alan Flower & Bethany Hudson                                           |
| 2001 | South Pacific                       | Stewpot          | junto a Glenn Close, Harry Connick Jr., Rade Serbedzija, Jack Thompson & Pippa Grandison                |
| 2001 | The Hitch                           | Conductor        | corto - junto a Damon Herriman, Michael Booth & Danny Morse                                             |
| 2000 | Vertical Limit                      | Cyril Bench      | junto a Chris O'Donnell, Bill Paxton, Scott Glenn, Izabella Scorupco, Temuera Morrison & Ben Mendelsohn |
| 1999 | Two Hands                           | Wozza            | junto a Heath Ledger, Bryan Brown, Rose Byrne, David Field & Steven Vidler                              |
| 1998 | Bloodlock                           | Flint            | corto - junto a Kieran Darcy-Smith, Joel Edgerton, Nash Edgerton & Simon Lyndon                         |
| 1998 | In the Winter Dark                  | Nick             | junto a Brenda Blethyn, Ray Barrett, Richard Roxburgh & Miranda Otto                                    |
| 1996 | Cliché                              | Tim              | corto - junto a Paul Lum                                                                                |

### Apariciones
| Año  | Título                                          | Notas       |
| ---- | ----------------------------------------------- | ----------- |
| 2013 | The Elegant Gentleman's Guide to Knife Fighting | 3 episodios |

### Director, Productor, Escritor & Editor
| Año  | Título                             | Notas                                                    |
| ---- | ---------------------------------- | -------------------------------------------------------- |
| -    | He Died With A Felafel In His Hand | obra - director, productor & co-escritor                 |
| 1996 | Cliché                             | corto - director, editor, productor ejecutivo & escritor |

### Teatro[2]
| Año        | Obra                           | Personaje      | Director (a)       | Teatro              | Notas                                                          |
| ---------- | ------------------------------ | -------------- | ------------------ | ------------------- | -------------------------------------------------------------- |
| 2011, 2012 | Summer of the Seventeenth Doll | Roo            | Neil Armfield      | Sydney Theatre      | junto a Travis McMahon, Robyn Nevin, Susie Porter y Dan Wyllie |
| 2009       | The War of The Roses           | Thomas Mowbray | Benedict Andrews   | Sydney Theatre      | junto a Cate Blanchett, Marta Dusseldorp y Pamela Rabe         |
| 2008       | The Serpent's Teeth            | -              | Tim Maddock        | Sydney Theatre      | junto a Peter Carroll, Ewen Leslie y Marta Dusseldorp          |
| 2008       | Gallipoli                      | -              | Nigel Jamieson     | Sydney Theatre      | junto a Peter Carroll, Ewen Leslie y Marta Dusseldorp          |
| 2007       | Tales from the Vienna Woods    | -              | Jean-Pierre Mignon | Sydney Theatre      | junto a Eden Falk, Marta Dusseldorp y Deborah Mailman          |
| 2007       | Don's Party                    | -              | Peter Evans        | Drama Theatre       | junto a Travis McMahon, Rhys Muldoon y Jacinta Stapleton       |
| 2007       | Paul                           | -              | Wesley Enoch       | Belvoir St. Theatre | junto a Jonathan Hardy, Ewen Leslie y Robert Menzies           |
| 2004, 2005 | The Spook                      | -              | Neil Armfield      | Glen St. Theatre    | junto a Damon Herriman, Anna Lise Phillips y Kerry Walker      |
| 2003       | Holy Day                       | -              | Ariette Taylor     | Sydney Theatre      | junto a Abe Forsythe, Anthony Phelan y Pamela Rabe             |
| 2003       | Songket                        | Abogado        | Ross Horin         | Griffin Theatre     | junto a Marta Dusseldorp, Ling-Hsueh Tang y Darren Yap         |
| 2003       | Waiting For Godot              | -              | Neil Armfield      | Belvoir St. Theatre | junto a Max Cullen, John Gaden, Madison Orr y Ben Wilson       |
| 2002       | Buried Child                   | -              | Gale Edwards       | Belvoir St. Theatre | junto a Max Cullen, Judi Farr, Damon Herriman & Kate Mulvany   |
| 2002       | The Return                     | -              | Jeremy Sims        | Griffin Theatre     | -                                                              |
| 2001       | Borderlines                    | -              | Jeremy Sims        | Stables Theatre     | junto a Rebecca Massey, Andrea Moor & Brett Stiller            |
| -          | Death Of A Salesman            | -              | -                  | -                   | -                                                              |

## Premios y nominaciones
| Año  | Categoría                                       | Premio         | Serie/Películas     | Resultado |
| ---- | ----------------------------------------------- | -------------- | ------------------- | --------- |
| 2012 | Most Outstanding Performance by an Actor - Male | ASTRA Award    | Small Time Gangster | Nominado  |
| 2011 | Best Supporting Actor - Male                    | FCCA Award     | Beneath Hill 60     | Nominado  |
| 2006 | Best Actor in a Lead Role                       | FCCA Award     | Last Train to Freo  | Nominado  |
| 2006 | Best Lead Actor                                 | AFI Award      | Last Train to Freo  | Nominado  |
| 1996 | Best Male Actor                                 | Tropfest Award | Cliché              | Ganó      |